# Nguyễn Trọng Tâm
Nguyễn Trọng Tâm (1927–2014), tên thường gọi Bảy Tâm, bí danh Bảy B.K, là Trung tá Quân đội nhân dân Việt Nam, Anh hùng Lực lượng vũ trang nhân dân.

## Thân thế
Nguyễn Trọng Tâm sinh ra ở làng Vọng Doanh, tổng Bồng Xuyên, nay thuộc xã Yên Quang, huyện Ý Yên, tỉnh Nam Định.

## Binh nghiệp
Năm 1946, Toàn quốc kháng chiến bùng nổ, ông là Trưởng ban Địch vận thành phố Nam Định, thành công vận động được nhiều binh lính của thực dân Pháp đi theo chính quyền Việt Nam Dân chủ Cộng hòa.
Tháng 1 năm 1948, ông được điều vào quân đội, công tác ở Cục Địch vận thuộc Tổng cục Chính trị. Ông thường xuyên hoạt động trong những khu vực quân Pháp chiếm đóng để thực hiện công tác.
Năm 1954, ông được điều vào miền Nam hoạt động hợp pháp, giữ chức vụ Trưởng ban Binh vận Khu 5 (Nam Bộ), thành công đưa 1 tiểu đoàn Bình Xuyên (4 đại đội) theo về căn cứ.
Tháng 10 năm 1955, ông bị bắt, chịu nhiều tra tấn và bị giam vào nhà lao Tân Hiệp. Trong tù, ông vẫn tìm cách hoạt động Đảng, liên lạc với bên ngoài, được bầu làm Phó bí Thư chi bộ, Bí thư chi bộ nhà tù. Ngày 2 tháng 12 năm 1956, ông cùng các đồng chí trong tù đã tiến hành nổi dậy, phá nhà tù Tân Hiệp để giải phóng cho hơn 460 tù chính trị trở về căn cứ tiếp tục chiến đấu.
Sau khi vượt ngục thành công, ông được điều về làm trợ lý cho Trưởng ban quân sự Miền, rồi Chính trị viên Đại đội 59 (C59), dưới quyền Đại đội trưởng Năm Nhỏ. Tháng 1 năm 1960, Đại đội 59 tham gia trận Tua Hai, mở màn cho cao trào của phong trào Đồng khởi. Tháng 6 năm 1960, ông cùng Phạm Hồng Sơn (Hai Hồng Sơn) được Bí thư Khu ủy miền Đông Tám Cao và Chỉ huy trưởng Tám Kiến Quốc giao nhiệm chỉ huy đoàn C200, mở đường để đón đoàn B90 từ miền Bắc vào, chuẩn bị cho việc khai thông con đường vận tải chiến lược.
Trong 20 năm từ 1960–1974, ông vừa tham gia xây dựng lực lượng vũ trang, gây dựng cơ sở cho phong trào binh vận ở miền Đông Nam Bộ; vừa chỉ huy chiến đấu nhiều trận, tham gia thí điểm phá ấp chiến lược. Sau cuộc tổng tiến công nổi dậy Tết Mậu Thân (1968), ông và các cơ sở binh vận đã nỗ lực đưa lực lượng chiến đấu rút lui về căn cứ.
Tháng 3 năm 1974, ông giữ chức vụ Ủy viên kinh tài phụ trách thương nghiệp khu miền Đông.

## Xuất ngũ
Tháng 3 năm 1978, ông rời quân đội, giữ chức vụ Trưởng ty Thương nghiệp Đồng Nai.
Năm 1990, ông nghỉ hưu. Năm 2014, ông qua đời ở nhà riêng.

## Tôn vinh
Ngày 30 tháng 8 năm 1995, ông được Chủ tịch nước phong tặng danh hiệu Anh hùng Lực lượng vũ trang nhân dân.